# Graffenrieda polymera
Graffenrieda polymera är en tvåhjärtbladig växtart som beskrevs av Henry Allan Gleason. Graffenrieda polymera ingår i släktet Graffenrieda och familjen Melastomataceae. Utöver nominatformen finns också underarten G. p. neblinensis.